# Gláma (Pass)
Die Gláma ist eine  Passstraße in den südlichen Westfjorden von Island. Benannt ist die Straße nach dem gleichnamigen Gebirgszug.
Die Straße ist Teil des Vestfjarðavegur  und wird auch nach der von ihr überquerten Heiði Dynjandisheiði oder Dynjandisvegur genannt. Sie ist recht gut ausgebaut. Flüsse sind hier keine zu überqueren.
Die Anfahrt zum Pass beginnt bei Flókalundur, wo die Fähre anlegt, die von Stykkishólmur aus den Breiðafjörður überquert. Der Weiler Flókalundur ist nach Flóki Vilgerðarson benannt, dem sog. Raben-Flóki.
Kurz hinter Flókalundur steigt die Straße in steilen Serpentinen an.
Die ungeteerte Straße führt von Flókalundur am Breiðafjörður über die Berge zum Arnarfjörður. Sie erreicht am Helluskarð eine Höhe von 468 m. Am Helluskarð gelangt man an eine Wegkreuzung mit der Straße Nr. 63, die hinunter in die verzweigten Fjorde Suðurfirðir zum Ort Bíldudalur führt.
Die Straße führt im Anschluss über die Dynjandisheiði, um beim Wasserfall Dynjandi die Höhen zu verlassen und in steilen Serpentinen ins Tal des Arnarfjörður hinunter zu verlaufen.